# 小瀬朗
小瀬 朗（おせ ろう、1934年10月27日 - ）は、日本の俳優。東京府（現：東京都）八王子市出身。本名は小瀬 元三郎。

## 出演作品

### 映画
- 純愛物語（1957年、東映） - 田中
- 風前の灯（1957年、松竹） - 不良
- としごろ（1958年、松竹） - 偽学生
- どろんこ天国（1958年） - 武さん
- 若い広場（1958年） - 小坂忠
- 青空よいつまでも（1958年） - 清ちゃん
- 花嫁の抵抗（1958年） - 木村
- 昨日は昨日今日は今日（1958年、松竹） - 大庭健一
- 眼の壁（1958年、松竹） - 青年
- 新家庭問答（1958年） - 島田純夫
- デン助の小学一年生（1958年） - 本田吾一
- 「花粉」より 空かける花嫁（1959年、東宝） - 糸村
- 春を待つ人々（1959年） - 愚連隊
- 大学の合唱（1959年） - 長島
- 決闘街（1959年） - 亀川
- いたづら（1959年） - 佐多三郎
- 花嫁雲にのる（1959年） - 三枝錦一
- バラ少女（1959年） - 三郎
- 三人姉妹（1959年、松竹） - 品田
- 素晴らしき十九才（1959年） - 杉谷昇
- 危険旅行（1959年） - 政吉
- ふるさとの風（1959年） - 宮部清太
- 人間の條件 第三部 望郷篇／第四部 戦雲篇（1959年、松竹） - 久保二等兵
- 銀座のお兄ちゃん挑戦す（1960年、松竹） - 高瀬吾朗
- 朱の花粉（1960年） - 古山
- 大いなる愛の彼方に（1960年） - 黒眼鏡の男
- 恋の片道切符（1960年） - 堀田
- 続次郎物語 若き日の怒り（1960年） - 番頭・仙吉
- いろはにほへと（1960年、松竹） - チンピラ・皆川
- しかも彼等は行く（1960年） - メリケンの安
- 日本よいとこ 無鉄砲旅行（1960年） - 花ムコ兵
- 笛吹川（1960年、松竹） - 茂平
- 太陽が目にしみる（1960年） - 関根の乾分
- 明日はいっぱいの果実（1960年） - 隆盛会会員の男
- 真昼の罠（1960年、松竹） - チンピラ
- 抱いて頂戴（1961年、松竹） - 熊田
- 千両鴉（1961年、松竹） - どろんの半助
- 恋の画集（1961年、松竹） - 新入社員・吉田
- 三味線とオートバイ（1961年、松竹） - 一郎
- ご機嫌はりきり娘（1961年、松竹） - 森田
- のれんと花嫁（1961年、松竹） - 川口
- 東京湾（1962年、松竹） - 橋本刑事
- 九ちゃん音頭（1962年、松竹） - 愚連隊
- 愛と悲しみと（1962年、松竹） - 観光協会事務員
- 求人旅行（1962年、松竹） - 水口屋の番頭
- 学生芸者 恋と喧嘩（1962年、松竹） - 芸妓の連れの男
- 東京さのさ娘（1962年、松竹） - 鈴木正治
- はだしの花嫁（1962年、松竹） - 広洋丸の船員
- あいつばかりが何故もてる（1962年、松竹） - 健次
- 泣いて笑った花嫁（1962年、松竹） - 五十嵐徹
- 危い橋は渡りたい（1963年、松竹） - 社員の一人
- つむじ風（1963年、松竹） - 金治
- 死闘の伝説（1963年、松竹） - 正太
- ニッポン珍商売（1963年、松竹） - 三平
- 太陽を抱く女（1964年、松竹） - 山田隆介
- 裸一貫（1964年、松竹） - げじげじの辰
- いも侍・蟹右衛門（1964年、松竹） - 丑松
- にっぽんぱらだいす（1964年、松竹） - キャプテン
- 昨日のあいつ今日のおれ（1965年、松竹） - ゴジラの虎造
- 喜劇 大親分（1965年、松竹） - マンションの若者
- 愛欲（1966年、東映） - 河合
- 雨の中の二人（1966年） - チンピラ
- 天下の快男児（1966年、松竹） - ギン
- 大悪党作戦（1966年、松竹） - 警官
- 男の顔は履歴書（1966年、松竹） - チンピラ
- 赤い鷹（1966年、松竹） - ゲン
- 出世子守唄（1967年、東映） - 新太
- 駅前シリーズ（東宝）
  - 喜劇 駅前火山（1968年） - ホテル・マネージャー
  - 喜劇 駅前桟橋（1969年） - 山さん
- コント55号と水前寺清子の神様の恋人 　（1968年、松竹） - 八郎
- 悪名一番勝負（1969年、大映） - 占師
- 女組長（1970年、大映） - 伊之
- 玄海遊侠伝 破れかぶれ（1970年、大映） - 茂十
- 兇状流れドス（1970年、大映） - 村井
- 夕日くん サラリーマン仁義（1973年、東宝）
- 赤い花弁が濡れる（1977年、日活） - 花田

### テレビドラマ
NHK
- 汚れた、小さな手（1962年）
- 夢をつくる（1964年）
- 源義経 第45 - 47話（1966年） - 匹田小源太
- 大岡政談 池田大助捕物帳 第17話（1966年）
- 赤ひげ 第26話「暁を告げる声」（1973年）

NTV
- 人生の四季 第29話「今日の日も」（1961年）
- 雨の中に消えて 第8 - 13話（1966年）
- 若さま侍捕物帖（1967年）
  - 第4話
  - 第9話
  - 第11話
- ローンウルフ 一匹狼
  - 第1話「復讐のメロディー」（1967年）
  - 第8話「傷だらけの報酬」（1967年）
  - 第9話「美しき失踪者」（1967年）
  - 第10話「拾った女」（1967年）
  - 第15話「夜霧の十字架」（1968年）
  - 第18話「殺しの依頼人」（1968年）
  - 第21話「さらばわが友よ」（1969年）
  - 第23話「パリ行461便」（1969年）
  - 第33話「地獄への片道切符」（1969年）
- 無用ノ介 第6話「 剣につばする無用ノ介 」（1969年） - 姫次郎
- ガードドッグ（1970年）
- 女棟梁・誓いの法被（1970年）
- 大都会 闘いの日々 第6話「ちんぴら」（1976年）
- 警視-K 第12話「ディス・イズ・ファミリー」（1980年）- 城南派出所の警官
- 星雲仮面マシンマン 第2話「涙は虹色のダイヤ」（1984年）- 宇曽田医師
- 太陽にほえろ!
  - 第628話「ヒーローになれなかった刑事」（1984年）- 村山探偵社の探偵
  - 第672話「再会の時」（1985年）- 佐々木務
- 兄弟拳バイクロッサー 第28話「コブ取り大騒動!」（1985年）- ゴブリオン人間態

TBS
- マコ!愛してるゥ 第3話「赤ちゃんはダメよ」（1967年）
- 風 第32話「今千姫」（1968年）
- フジ三太郎 第1話 - 第4話（1968年）- 朝焼け産業社員
- 青空にとび出せ! 第14話「広い世間にただひとり」（1969年）
- キイハンター（TBS / 東映）
  - 第137話「葬式ニセ札強盗団」（1970年）
  - 第190話「キイハンター浮気団地で大暴れ!」（1971年）- 武井公一
- ザ・ガードマン （TBS / 大映テレビ室）
  - 第79話「現金輸送車危機一発！」（1966年）
  - 第155話「絶望の３６時間」（1968年）- クリーニング店員
  - 第160話「帰って来た偽ガードマン」（1968年）
  - 第187話「大金庫をぶち破れ」（1968年）- 近松
  - 第334話「荒野のカー・アクション殺人」（1971年）
- シンコン一泊旅行（1971年）
- なんたって18歳! 第42話「あこがれのサロンバス」（1972年）
- 江戸を斬るV 第18話「恐怖!嵐の夜の侵入者」（1980年）- 吾七
- 雪姫隠密道中記 第19話「陰謀渦巻く大井川 - 金谷 -」（1980年） - 馬吉

CX
- 次郎長三国志（1964年）
- 一千万人の劇場 季節風海賊（1964年）※主演
- 三匹の侍
  - 三匹の侍 第2シリーズ 第11話「濁流青雲」（1964年）
  - 新三匹の侍 第4話「血しぶき賽の河原」（1970年）
- 甲州遊侠伝 俺はども安 第9話（1965年）
- 信託水曜劇場 貸間あり 第1 - 4話（1965年）
- 堂島（1968年）
- 戦え! マイティジャック 第17話「逃げたぞ それ行け つかまえろ!!」（1968年） - 藤才治
- 銭形平次
  - 第221話「卑怯者」（1970年）
  - 第396話「母の祈り」（1973年）
- 旗本退屈男 第22話（1971年）
- 清水次郎長 第19話「俺が惚れたでよ」（1971年）
- 一心太助 第20話「駆落ち者です今晩は!」（1972年） - 天びん政
- お祭り銀次捕物帳 第12話「罠にかかった安五郎」（1972年） - ピン助
- ミラーマン 第34話「S.G.M対ミラーマンの決斗」（1972年）- 牛乳配達
- 痛快!河内山宗俊 第4話「祭ばやしに男が賭けた」（1975年）
- 新・座頭市 第3シリーズ 第3話（1979年）
- 同心暁蘭之介 第28話「俺は生き証人」（1982年）
- 月曜ドラマランド まさし君（1985年）
- 男と女のミステリー 昭和推理傑作選 第1作「陰獣 屋根裏にひそむ脅迫者!」（1990年）

NET
- 判決 第102話「生きぬく」（1964年）
- 特別機動捜査隊 （1965年）
  - 第167話「羽織の座」
  - 第191話「やくざ」
- 鉄道公安36号
  - 第84話「にがい証言」（1965年）
  - 第132話「緊急停車」（1965年）
  - 第166話「ハワイ超特急」（1966年）
- くらやみ五段（1965年 - 1966年） - 三平
- 嵐のなかでさよなら 第1話（1966年）
- オットいたゞき
  - 第13話「鬼も十八番茶も出花の巻」
  - 第14話「子の心親知らずの巻」（1966年）
- 七つの顔の男 第10話「白い影を追え!」（1967年）
- 旅がらすくれないお仙 第40話「裏をのぞくのよ」（1969年）
- 新・日本剣客伝 第1話「灰神楽三太郎」（1969年）
- 鬼平犯科帳（松本幸四郎版） 第36話「白痴（こけ）」（1970年）
- コント55号60分一本勝負 第11話「助っ人稼業」（1970年）
- 紅つばめお雪 第10話「いい奴、欲っ張り」（1970年）
- 荒野の素浪人 第4話「狙撃 関八州取締り」（1972年）
- さすらいの狼 第3話「竜と少年」（1972年）
- 鬼平犯科帳（萬屋錦之介版） 第5話「谷中いろは茶屋」（1980年）
- 文吾捕物帳 第12話「美しき殺人鬼」（1982年）
- 特捜最前線
  - 第402話「雪明りの証言者!」（1985年）
  - 第422話「生きていた死体! 疑惑のニセ家族!」（1985年）
  - 第456話「終着駅の女I 新宿駅・田所初江の蒸発!」（1986年）

ABC
- 拝啓カアチャン様 第8・10話（1964年）
- 新・必殺仕置人 第31話「牢獄無用」（1977年） - 同心・佐々木

12ch
- プレイガール
  - 第63話「女が全身濡れるとき」（1970年）
  - 第183話「温泉町の流れ医者」（1972年）
- 日本怪談劇場（1970年）
  - 第4話「怪談宇津谷峠」 - 三太
  - 第12話「怪談乳房の呪い」 - 竹六
- 大江戸捜査網 第430話「隠密大殺陣 母に別れを」（1982年） - 牧村剛造